# Eupithecia arenosissima
Eupithecia arenosissima es una especie de polilla de la familia Geometridae. La especie fue descrita por primera vez por András Mátyás Vojnits habiendo sido descrita en 1992, con distribución en Argentina. El sintipo de la especie fue descrita en los alrededores de El Boson, Provincia Rio Negro.